# استن الکساندر
استن الکساندر (انگلیسی: Stan Alexander؛ ۱۷ سپتامبر ۱۹۰۵ – ۵ ژوئن ۱۹۶۱ (aged 55)) بازیکن فوتبال اهل بریتانیا بود.
از باشگاه‌هایی که در آن بازی کرده‌است می‌توان به باشگاه فوتبال هال سیتی، باشگاه فوتبال تاتنهام هاتسپر، باشگاه فوتبال میلوال، باشگاه فوتبال آکرینگتون استنلی، و باشگاه فوتبال برادفورد سیتی اشاره کرد.